# Мечта (фильм, 1941)
«Мечта» — советский художественный фильм режиссёра Михаила Ромма, снятый на киностудии «Мосфильм» в 1941 году и вышедший на экраны 13 сентября 1943 года.

## Сюжет
Действие фильма происходит в 1933 году. Из бедных сёл Западной Украины, принадлежавших в те времена Польше, тянулись в города тысячи людей в поисках работы и счастья. Среди них - Анна. Проработав всю ночь в местном ресторанчике, под утро возвращалась она к своим обязанностям прислуги в меблированных комнатах под гордым названием «Мечта». Все обитатели этого пансиона — люди, сломанные жизнью, тщетно пытающиеся выпрямиться, но, несмотря на все усилия, так или иначе терпящие поражение в схватке с безжалостным миром. А во главе этого корабля, который вот-вот пойдёт ко дну, стоит мадам Скороход, которая убеждена: уж она-то «выбилась в люди». В ней парадоксально смешивались сострадание и жесточайшая беспощадность к тем, кто ниже её по социальному статусу, всепоглощающая скупость и такая же безмерная любовь к сыну-неудачнику, ради которого она жила, трудилась, совершала низости, понимая в глубине души всю бесполезность этих усилий.

## В ролях
- Елена Кузьмина — Анна
- Владимир Соловьёв — Василь, брат Анны
- Виктор Щеглов — Томаш Крутицкий, рабочий
- Фаина Раневская — Роза Скороход, хозяйка меблированных комнат «Мечта» и фруктовой лавочки
- Аркадий Кисляков — Лазарь Скороход, её сын, инженер
- Ада Войцик — Ванда, невеста
- Михаил Астангов — Станислав Коморовский, жених из брачной газеты
- Михаил Болдуман — Зигмунд Домбек, бывший художник
- Ростислав Плятт — Янек, извозчик
- Николай Орлов — Стефан, старый ткач

## Съёмочная группа
- Авторы сценария: Евгений Габрилович, Михаил Ромм
- Режиссёр: Михаил Ромм
- Оператор: Борис Волчек
- Композитор: Генрик Варс